# C/2018 E1 (ATLAS)
C/2018 E1 (ATLAS) — довгоперіодична комета. Відкрита 10 березня 2018 року за допомогою системи телескопів ATLAS. На момент відкриття мала зоряну величину 16,8m.